# Anchusa crispa
La buglossa sarda (Anchusa crispa Viv., 1825) è una specie di pianta erbacea perenne e biennale appartenente alla famiglia delle Boraginaceae, endemica di Sardegna e Corsica. Tollera il calpestio occasionale ma, se questo diventa troppo frequente, scompare.

## Descrizione

### Portamento
I fusticini raggiungono un'altezza compresa tra i ed i 10 ed i 35 centimetri e con portamento strisciante. Sono ricoperti da piccole setole e da una peluria relativamente lunga.

### Foglie
Le foglie sono lunghe tra i 5 ed i 10 centimetri, lanceolate, con margine ondulato e finemente dentellate.

### Fiori
I fiori sono riuniti in inflorescenze che si sviluppano nel periodo compreso tra marzo e giugno. La corolla è tubolare ed assume un colore variabile tra il viola e l'azzurro, a seconda dell'età dei fiori. Il frutto è un achenio molto piccolo.

### Radici
L'apparato radicale è fittonante.

## Distribuzione e habitat
È una pianta endemica della Sardegna e della Corsica. Il suo habitat naturale è rappresentato dalle dune sabbiose altamente saline nell'immediata prossimità della costa, lungo il bordo superiore della spiaggia. Talvolta si trova associata a Agropyron junceum e Ammophila arenaria.

Il suo attuale areale è rappresentato dalle spiagge della costa nord della Sardegna e di quella sud della Corsica, per una superficie complessiva di circa 10 km2.

## Conservazione
A causa della perdita dell'habitat naturale e dell'impatto esercitato dall'uomo Anchusa crispa è classificata nella IUCN Red List come specie in pericolo di estinzione (Endangered). La specie è stata inserita dalla IUCN nella lista delle 50 specie botaniche più minacciate della area mediterranea.
In Italia è inclusa nel Libro rosso delle piante d'Italia ed è indicata come specie vulnerabile. A livello regionale un progetto di legge che ne vietava la raccolta (così come di altre specie vegetali a rischio) fu proposto, ma non approvato, da alcuni componenti del consiglio regionale della Sardegna nel 2006. In Francia è una specie tutelata dalla legge ed è inclusa nella Lista Rossa nazionale.
A livello internazionale la specie è inclusa nell'appendice I della Convenzione di Berna. È inoltre considerata una specie prioritaria inserita negli allegati II e IV della direttiva Habitat dell'Unione europea.